# Nostrada
Nostrada UAB ist eines der größten (nach Mitarbeiterzahl) Transportunternehmen in Litauen. Es hat fast 1160 Mitarbeiter, davon 150 kaufmännische Angestellte. Es hat mehr als 800 Zugmaschinen  Volvo und Mercedes sowie rund 850 Auflieger, mit  Subunternehmern rund 1500 LKW. Im westfälischen Sprockhövel wurde die Nostrada Deutschland GmbH, die erste Niederlassung in Deutschland, eröffnet.